# فرانسیسکو د کبدو
 فرانسیسکو ده کِبِدو (اسپانیایی: Francisco de Quevedo‎ - اسپانیایی: [fɾanˈθisko ðe keˈβeðo]؛ ۱۴ سپتامبر ۱۵۸۰ – ۸ سپتامبر ۱۶۴۵) یک نویسنده، و شاعر اهل اسپانیا بود.